# Eesha Rebba
Eesha Rebba es una actriz india, reconocida por sus actuaciones protagónicas en las películas Anthaka Mundu Aa Tarvatha (2013), Bandipotu (2015) y Oyee (2016).

## Biografía
Eesha se crio en Hyderabad, Telangana. Realizó su MBA y fue presentada en la industria del cine a través del director Mohana Krishna Indraganti, quien vio su perfil en Facebook y la seleccionó para participar en la película Anthaka Mundu Aa Tarvatha. La película fue un éxito masivo de taquilla y fue nominada a mejor película en el Festival de Cine de La India realizado en Sudáfrica. A partir de entonces ha participado en varias producciones en idioma telugu como Bandipotu (2015), Oyee (2016) y Ami Thumi (2017).

## Filmografía
| Año  | Película                  | Coprotagonista | Rol     | Idioma |
| ---- | ------------------------- | -------------- | ------- | ------ |
| 2013 | Anthaka Mundu Aa Tarvatha | Sumanth Ashwin | Ananya  | Telugu |
| 2015 | Bandipotu'                | Allari Naresh  | Jahnavi | Telugu |
| 2016 | Oyee                      | Geethan Britto | Swetha  | Tamil  |
| 2017 | Ami Thumi                 | Adivi Sesh     | Deepika | Telugu |
| 2017 | Maya Mall                 | Dileep Kumar   | Mytri   | Telugu |
| 2017 | Darsakudu                 | Ashok          | Namrata | Telugu |
| 2018 | Vastha Nee Venuka         | Havish         |         | Telugu |
| 2018 | Awe                       | Nithya Menen   | Radha   | Telugu |